# スター・ウォーズの登場組織一覧
スター・ウォーズの登場組織一覧（スター・ウォーズのとうじょうそしきいちらん）は、アメリカ映画『スター・ウォーズ』シリーズに登場する組織の一覧である。

## フォース関連組織
ジェダイ (Jedi)
ベア・クラン (Bear Clan)
4歳から8歳までの年少のジェダイの候補生で構成される、クランと呼ばれるグループの中で最も代表的なクラスの1つである。ベア・クランに在籍する候補生は、まだマスターに師事してはいない。そのことから階層的にはパダワンより下であると言え、正式にはジェダイ・イニシエイトやジェダイ・ヤングリングと呼ばれている。ほとんどのジェダイは、クランから始まり、時が熟すとパダワンに昇格する。アナキン・スカイウォーカーは、年齢の都合上クランに入らずに、直接オビ＝ワン・ケノービのパダワンとなった。なお、ベア・クランの指導は主にヨーダが担当する。
シス (Sith)
レン騎士団 (Knights of Ren)
ダークサイドを信奉する組織で、ファースト・オーダーに協力している。カイロ・レンが団長となり、ルーク・スカイウォーカーのジェダイ・オーダーを壊滅させた。
『最後のジェダイ』ではスノークの護衛として登場することが検討されたが、「レンと騎士団の関係性を描く余裕がない」として見送られた。
『スター・ウォーズ/スカイウォーカーの夜明け』で本格的な登場を果たす。劇中序盤から登場し、復活したパルパティーンの復讐の阻止に動くレイ達を追った。カイロ・レンがベン・ソロとしてフォースのライトサイドに帰還した後はパルパティーンの直属となり、レイを追ってエクセゴルに来たベンを迎え撃ったが、フォースを通じてレイからライトセーバーを受け取ったベンに全滅させられた。

## 政治組織
銀河共和国 (Galactic Republic)
銀河帝国 (Galactic Empire)

独立星系連合の紋章

独立星系連合 (Confederacy of Independent Systems)
銀河共和国からの分離・独立を標榜する政治勢力。クローン大戦勃発の原因となった主要勢力で、主に金融、通商などを生業とする種族・団体から構成されている。共和国からは分離主義勢力（Separationists）と呼称されていた。
シスの暗黒卿ドゥークー伯爵の呼び掛けに呼応した各勢力の主要幹部らが惑星ジオノーシスで極秘の会合を行い、政治的・経済的な理想国家を追求するという協定を締結して「独立星系連合」を正式に発足させた。これに対処するためクローン・トルーパーを指揮するジェダイ騎士団と交戦状態に入り、クローン大戦が勃発した。
しかし、開戦から3年後には独立星系連合は劣勢に追い込まれ、主要幹部らは故郷を追われて各拠点を転々としていた。コルサントの戦いで、連合の実質的な指導者であったドゥークー伯爵がアナキン・スカイウォーカーに殺害されると、連合は急速に求心力を喪失し、当時ウータパウに集結していた主要幹部はムスタファーへと逃亡する。
ドロイド軍司令官のグリーヴァス将軍が戦死して銀河帝国が成立した後、独立星系連合を操っていたシーヴ・パルパティーン（ダース・シディアス）はムスタファーに、弟子のシス卿ダース・ベイダーを派遣し、もはや用済みとなった主要幹部らを全員抹殺し、ドロイド軍も全機能を停止させ、独立星系連合も解体、所属する企業や団体・共同体は全て国営化され銀河帝国の支配下に置かれた。
通商連合 (Trade Federation)
ヤヴィンの戦いから300年 - 350年ほど前に創設された銀河系最大規模の通商組織。最初期には多種多様な種族で構成されていたが、『ファントム・メナス』の時点では、組織の主要幹部は殺人的とも称される程の商才を持つニモーディアンが占めている。
「ファントム・メナス」の前日譚に当たる小説「偽りの仮面」では、ダース・シディアスの密命により、テロ組織「ネヴュラ・フロント」の犯行に見せかけて、ニモーディアン以外の理事全員が排除された経緯が描かれている。この小説はレジェンズ（非正史）に区分されているが、カノン（正史）では小説「ターキン」において、これとほぼ同様の事件が起きている事が明かされた。
ルクレハルク級バトルシップ、プロヴィデンス級キャリアー/デストロイヤー、多種多様なバトルドロイドなどを擁する大規模な私設軍を保有するなど、財政的・軍事的に独立星系連合の中核となる組織である。ただし、これらの軍事力はあくまでも宇宙海賊などの襲撃から自己の貨物船団を保護するためのものであり、彼らは基本的に戦いを好まない。また、銀河元老院に議席を有しており、パドメ・アミダラが元老院で通商連合のナブー封鎖の違法性を訴えた際には議論を妨害している。
総督ヌート・ガンレイは秘密裏にシディアスと結託し、共和国が辺境星系の交易ルートへの新規課税を布告した際には、彼の指示でルクレハルク級バトルシップ「サーカク」を旗艦とするバトルシップ艦隊で惑星ナブーを強引に武力封鎖した。彼らはナブーに大規模なドロイド軍を上陸させ、惑星の一時的な制圧には成功したものの、パドメこと女王アミダラには、ナブー星系外へと脱出されてしまう。後に彼女はナブーに戻り、グンガンの指導者ボス・ナスらの助力を得て、通商連合と対峙する。戦いは当初圧倒的な物量と軍事力で勝る通商連合の優位に進んだが、彼女に同行して来た惑星タトゥイーン出身の元奴隷の少年アナキンの操縦するスター・ファイターにドロイド・コントロール艦であったルクレハルク級ドロイド司令船「ヴータン・パラー」を破壊され、ドロイド軍が完全に機能停止に陥ってしまったことが致命的となり、結果通商連合は敗北し、ガンレイは逮捕された。通商連合はこのナブーの戦いで大打撃を受け、私設軍は共和国より軍縮の命令を受ける。
ナブーでの失敗により、通商連合の勢力は一時的に衰えを見せたが、その後、潤沢な財力と共和国との強固なコネクションなどを背景に急速に勢力を回復し、やがて、共和国の監視の目が届きにくいアウター・リムにて極秘に軍需工場を建設しドロイド軍の再建に着手した。
ナブーの戦いから10年後に独立星系連合に加盟し、組織の中核となる。一方でこれらはガンレイ個人の所業であるという名目で銀河元老院にはロット・ドットが代表として議席を保有しており、通商連合そのものは形式上共和国にも加盟していた。
クローン大戦の終結時、ムスタファーでガンレイたち通商連合の主要幹部らは、分離主義勢力の主要メンバーらと共にベイダーに殺害される。こうして強力な指導者を失った通商連合は、銀河帝国の国営企業となり消滅した。
インターギャラクティック銀行グループ（InterGalactic Banking Clan、IBC）
頭取はサン・ヒル。銀河系最大規模の大手金融機関として、莫大なクレジット、データリー、その他銀河系全域で運用されている様々な貨幣の流通を支えている。銀河系でも有数の大企業に財務上の幅広いサービスを提供し、大型顧客には特に利回りの高い貸付商品を販売している。IBCは「収集および保安部門」という遠回しな言い方で、ミュニファスント級通信フリゲートやヘルファイヤー・ドロイドなど大規模なドロイド軍を保有している。
IBCは独立星系連合に加盟してはいるものの、表面上はあくまで中立の立場として取引を行っていると主張し、共和国と分離主義勢力の双方に荷担して、クローン大戦でどちらが勝利しても莫大な利益を得る算段を整えていた。スキピオ（非正史ではムーニリンスト）に本社を置くIBCは旧体質の制度を今なお残しており、その事業もかつての銀行ファミリーの取締役らによって完全に支配されている。自主独立を主張する数多くの惑星がIBCにこぞって経済支援を要請したため、IBCは創業以来の飛躍的な成長を遂げる。
独立星系連合の崩壊とクローン大戦の終結後、加盟組織の大半が銀河帝国に吸収・解体された時代にもなお、帝国による厳正な規制と監視の元で存続し、中心地であるスキピオ（ムーニリンスト）は帝国の金融センターとしての地位を保持。以前ほど大規模ではないものの、関連企業によるドロイドの研究開発も帝国の管理下で継続されていた。IG-88も元々はそうした帝国軍の極秘計画により開発されたアサシン・ドロイドの1種である。
コマース・ギルド (Commerce Guild)
会長はシュ・マーイ。主に工業製品用の原材料の入手・精製・生産関連事業を展開している。私設軍としてスパイダー・ドロイドやレキューザント級軽デストロイヤーなどを多数保有する。
企業同盟 (Corporate Alliance)
代表は執行役員のパッセル・アージェンテ。主に販売・流通事業を展開している。私設軍としてタンク・ドロイドなどを多数保有する。
テクノ・ユニオン (Techno Union)
会頭はワット・ダンバー。大手工業メーカーによって組織された連合体で、宇宙船やバトル・ドロイドなどの製造技術とは特に関連が強い。私設軍としてクラブ・ドロイドやハードセル級恒星間輸送船などを多数保有する。
ハイパー＝コミュニケーション・カルテル (Hyper-Communications Cartel)
会長はポ・ヌード。主に銀河系全体に向けた独立星系連合の様々なプロパガンダ工作を担う工作機関。
クオレン分離連盟 (Quarren Isolation League)
指導者はティッキーズ。
マンダロリアン(Mandalorian)
惑星マンダロアを中心として活動し、高い戦闘技術を擁する戦士部族。詳しくは当該記事を参照。

## 軍事組織

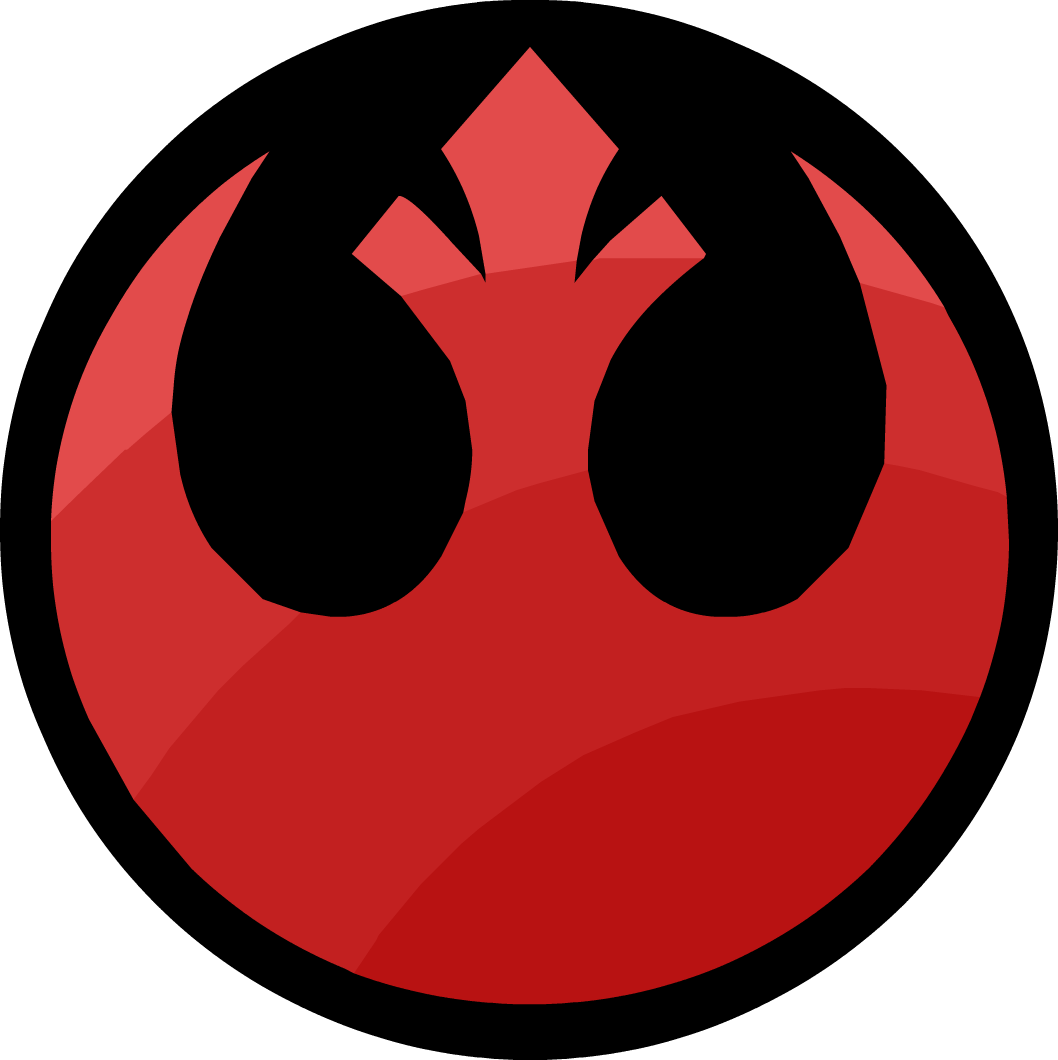
反乱同盟軍の紋章

ファースト・オーダーの紋章

反乱同盟軍 (Rebel Alliance)
『新たなる希望』の時代から遡ること数年前、銀河帝国の圧政に反発していたモン・モスマ、ベイル・オーガナなど一部の帝国元老院議員たちが、銀河系各地で散発的に展開されていた帝国への抵抗活動を秘密裏に支援し、こうした活動を結びつける支援組織の構築を模索していた。そして『新たなる希望』の2年前、このネットワークの下に銀河系各地の反乱組織が惑星ダントゥイーンへと結集。モン・モスマにより共和国再建同盟への統合が宣言され、反乱同盟軍と呼ばれる軍事組織が結成されることとなる（『スター・ウォーズ 反乱者たち』）。
反乱同盟軍は銀河系各地で巨大な銀河帝国に対するゲリラ攻撃を次々と展開し、軍事面で圧倒的優位に立っていた帝国をついに打ち倒す（『ジェダイの帰還』）。
反乱同盟軍結成以前の旧銀河共和国末期から、パルパティーン元老院最高議長（後の銀河皇帝）への権力集中を強く懸念した、モン・モスマ、ベイル・プレスター・オーガナ、パドメ・アミダラら元老院議員の有志たちが極秘に会合を持ち、最高議長へ嘆願書を提出するなどの活動を行う（この部分は『シスの復讐』で撮影されていたがカットされ、DVDの特典映像としてのみ見ることができる）。
非正史（レジェンズ）では『新たなる希望』の2年前にモン・モスマ、ベイル・プレスター・オーガナ、ガーム・ベル・イブリスの3名がコレリアン協定に署名したことが共和国再建同盟の正式な発足とされており、ゲーム『スター・ウォーズ フォース アンリーシュド』においてその詳細な経緯が描かれている。このゲームではダース・ベイダーが陥穽として弟子のスターキラーへ同盟の組織を命じ、反乱組織の主要人物たちを一網打尽にするという帝国の策略であったが、のちに師のベイダーを裏切ったスターキラーが自ら、ジェダイのラーム・コタと共に指導者たちを救出し、設立されたと設定されている。
エンドアの戦いにおけるパルパティーンの死によって、帝国の大幅な弱体化に成功すると、やがてモン・モスマの宣言により新共和国が樹立する。この反乱同盟軍または新共和国軍と帝国軍との戦いを、銀河内乱（Galactic Civil War）と呼ぶ。非正史（レジェンズ）では皇帝亡き後の帝国軍残党は、新共和国に対して頑なに「反乱軍」という蔑称を使用し続けている。
スピンオフ作品では、銀河内乱はエンドアの戦いで終結した訳ではなく、正史（カノン）ではジャクーの戦いの直後の銀河協定締結により、非正史（レジェンズ）では十数年後のバスティオン条約締結によって公式に終結する。しかしその後、正史（カノン）では旧帝国内部で停戦協定に反発する新興勢力「ファースト・オーダー」の台頭、非正史（レジェンズ）ではユージャン・ヴォングの銀河系侵攻によって新共和国は瓦解する。
ローグ中隊 (Rogue Squadron)
反乱同盟軍の主力戦闘機部隊。計12名のXウイングパイロットと、各自所有のアストロメク・ドロイドから構成される。『ローグ・ワン』でデス・スターの設計図奪取を成功させたチーム「ローグ・ワン」の功績を称え、その部隊名にローグ中隊の名を冠することとなった。
ヤヴィンの戦いで活躍したレッド中隊が前身であり、部隊はデス・スターの破壊には辛くも成功したものの、中隊長（レッド・リーダー）のガーヴェン･ドレイスを始めとする部隊員のほとんどが戦死した。その後、ホスの戦いまでの間に部隊はローグ中隊へと再編成され、ルーク・スカイウォーカーが新隊長に就任した。なおエンドアの戦いではウェッジ・アンティリーズが隊長職を継承している。この戦いではローグ中隊はウェッジ指揮下のレッド中隊として活躍し、ランド・カルリジアン将軍の指揮するゴールド中隊、アーヴェル・クライニッド率いるグリーン中隊、ホートン・ソーム率いるグレイ中隊と共闘する。
非正史（レジェンズ）のスピンオフ作品では新共和国時代にルークがジェダイ騎士へと本格的に転身すると、ウェッジ・アンティリーズがローグ・リーダーを担当。やがて彼が新将軍に就任すると、オルデラン出身の帝国軍の脱走兵タイコ・ソークーが1年ほどリーダーを務め、さらにユージャン・ヴォングによる侵略戦争の時点では彼に代わり、かつてヤヴィンの戦いで戦死したビッグス・ダークライターの従兄弟に当たるギャヴィン・ダークライターが、リーダーを引き継いでいる。また、ルークの姪ジェイナ・ソロも新たに入隊する。
レジスタンス (Resistance)
ファースト・オーダーを監視するため、レイア・オーガナが組織した私設軍隊。
未知領域で艦隊と部隊の増強を行うファースト・オーダーの存在を確認したレイアは元老院に危険性を訴えたが、元老院はファースト・オーダーを脅威と見なさず、さらに権限強化を巡り対立していた党派からダース・ベイダーの娘であることを暴露され、元老院におけるレイアの名声は失墜した。元老院の姿勢に失望したレイアは議員を辞職し、アクバー提督など反乱同盟軍時代の同志を集め、レジスタンスを結成した。新共和国はレジスタンスの存在を黙認し、レイアに賛同する一部の元老院議員から資金援助を受けていた。レジスタンスの使用する基地は、銀河内乱終結後に放棄された反乱同盟軍の基地を再利用したものが大半である。
ファースト・オーダー (First Order)

エリート・プレトリアン・ガード (Elite Praetorian Guard)
スノーク個人を守る護衛兵。帝国時代のインペリアル・ガードと同様に赤い装甲服と赤衣を身に着け、それぞれ白兵戦用の武器（ヘビーブレード、ダブル・ブレード、ウィップスタッフ）を所持している。
名前はローマ帝国のプラエトリアニに由来している。デザインはマッスルカーを参考に、日本の侍のイメージを取り込んだ機能性を重視したものになっている。
アテンダンツ (Attendants)
ファースト・オーダーの航法士。未知領域出身の高い知能と多次元の演算能力を備えた種族で、帝国軍の残党を未知領域に導いた。彼らの技術を評価したスノークに側近として迎えられる。

## レジェンズ登場組織
銀河連合自由同盟 (Galactic Federation of Free Alliance)
フェル帝国 (Fel Empire)
『Star Wars: Legacy』などに登場する国家。ヤヴィンの戦いの43年後、第二次銀河内乱の後に成立した帝国。前身はギラッド・ペレオン統治下のインペリアル・レムナントであり、さかのぼれば銀河帝国、さらには銀河共和国にいたる。銀河帝国（後にインペリアル・レムナント）のエース・パイロットであり、後には新共和国や銀河自由同盟とも共に戦ったスーンター・フェルと、反乱同盟軍のウェッジ・アンティリーズの妹シャル・アンティリーズの間に生まれた息子ジャグド・フェルを初代皇帝とし、代々その子孫が統治する。
インペリアル・レムナントは新共和国との講和後、銀河系の一地方政権として新共和国とは積極的な友好関係にもないが、特に敵対もしないという施政方針をとっていた。だがユージャン・ヴォングの侵攻により、ホイルス銀河系の諸文明が一致団結して侵略者に立ち向かわなければならなくなった時、インペリアル・レムナントは銀河自由同盟（崩壊した新共和国の有志が樹立した、ユージャン・ウォングに対抗する臨時政府）と協力して敵に立ち向かった。
ユージャン・ウォング戦争以降、インペリアル・レムナントは事実上は銀河自由同盟（新共和国の後継政権）の加盟国となり、第二次銀河内乱ではインペリアル・レムナントの指導者であるギラッド・ペレオン大提督やナタシ・ダーラ提督は、ジェイセン・ソロの支配の下でダークサイドに堕ちた銀河自由同盟中央政府ではなく、反乱軍である銀河自由同盟亡命派として戦い、同時にジェダイ騎士団とも共闘関係にあった。
ヤヴィンの戦いから43年後、ジャグド・フェルは再び銀河を再統一した銀河自由同盟亡命派と、ジェダイの長ルークの後援を受けて、インペリアル・レムナントの国家元首に即位した。当時首都はインペリアル・レムナントの勢力下にあったバスティオンに置かれていた。
フェル帝国は、その前身であるペレオン政権下でのインペリアル・レムナントがそうであったように、曲がりなりにも銀河自由同盟が銀河系全域を統治する主権を有していることを認めており、その下位の半独立した地方政権として積極的な参政はしないものの、一定の友好関係を築いていた。しかし、ジャグド・フェルの「戦闘なき勝利計画」に基づき、ユージャン・ヴォング戦役や第二次銀河内乱で傷ついた惑星に、復興支援を通じて帝国の影響力を行使する政策の結果、フェル帝国は徐々に、弱小な一地方政権からの脱却を果たしていき、全銀河の覇権には程遠いものの、最終的には強力な地方国家といえるまでに成長する。
ヤヴィンの戦いの127年後には、銀河連合自由同盟が、かつて降伏し帰順したはずのユージャン・ヴォングと結託して銀河の平和を脅かしているという口実の元、銀河自由同盟に対して宣戦布告し、その3年後には全銀河の覇権を握った。しかし、その直後に、ダース・クレイトの元で再編されたシスにより、第3代皇帝ローン・フェルは首都コルサントを追われた。銀河の覇権はシスの帝国に奪われ、フェル帝国亡命政府は銀河自由同盟の残党と手を組んで、これに対抗することになる。
帝国騎士団 (Imperial Knight)
ジェダイ・オーダーやシス・オーダーなどに類似した、訓練されたフォースとライトセーバーの使い手によって構成された騎士団。
フェル帝国に忠誠を誓うが、かつての銀河帝国やペレオン以前のインペリアル・レムナントでは、フォースとライトセーバーを用いる剣士たちは、例外なくダークサイダー（シス、またはダーク・ジェダイ）であったのとは違い、基本的には人道を重んじ、フォースのライトサイドに従い、銀河の平和と秩序を守ることを使命としている。
彼らはフェル帝国と皇帝が銀河の平和と秩序、安定を維持するための正当な権力としてある限りこれを守護するが、仮に皇帝がダークサイドに堕ちた場合には、彼をライトサイドに引き戻すか、あるいは権力の座から追放することを義務とする。
ただし、帝国騎士団はその性質上、フェル帝国自体の打倒や帝国からの離反などは絶対に許されず、旧共和国や新共和国、銀河自由同盟のジェダイ騎士団と比べると、フォースのライトサイドに忠実に仕えているとはいえない側面もある。そのためジェダイ騎士団は帝国騎士団に対して、「シスやダーク・ジェダイではないが、しかしジェダイ騎士団とは異なった基準で行動するフォースの使い手」と看做している。